# 別れのタンゴ
『別れのタンゴ』（わかれのタンゴ）は、1949年4月29日公開の高峰三枝子主演の松竹映画。また同名の映画主題歌。

## キャスト
- 花村恵美子…高峰三枝子
- 宮田浩三…若原雅夫
- 杉浦富子…高杉妙子
- 大井泰介…佐分利信
- 村田次郎…清木一郎
- 叔父・勇作…坂本武

## スタッフ
- 企画：吉村公三郎
- 製作：小倉武志
- 監督：佐々木康
- 脚本：長瀬喜伴
- 音楽：万城目正
- 美術：浜田辰雄

## 主題歌
- 「別れのタンゴ」（歌：高峰三枝子、作詞：藤浦洸、作曲：万城目正）